# Ню-Аннервен
Ню-Аннервен (нід. Nieuw-Annerveen, нід. вимова: [ˌniuˈɑnərveːn]) — селище в нідерландській провінції Дренте. Входить до муніципалітету А-ен-Гюнзе.
Його площа становить 3,67 км², а населення станом на 2021 рік складало 115 осіб.
Перша згадка про населений пункт датується 1874 роком.